# Cratere Lenore
Lenore  è un cratere sulla superficie di Venere.